# Тридцятирічна жінка
«Тридцятирічна жінка» (фр. La Femme de trente ans) — роман французького письменника Оноре де Бальзака, написаний між 1829 та 1842 роками. Твір належить до циклу «Людська комедія» і присвячений живописцеві Луї Буланже.
Від цього твору походить крилатий вислів «жінка бальзаківського віку».

## Історія
Хронологію його написання важко простежити, оскільки Бальзак працював над текстом тривалий час, поділяючи його на фрагменти, що були опубліковані в різні періоди, додаючи до нього глави, перш ніж зібрав у цілий твір під його остаточним заголовком у 1842 році.
У 1830 році Бальзак опублікував понад половину першої частини роману, що була завершена 1831 року. Третя частина роману вийшла у 1832 році. Цього ж року видавництво «Mame et Delaunay-Vallée» випустило четверту частину, об'єднані у «Сцени приватного життя».
Твір «Тридцятирічна жінка» набуває остаточної назви, зв'язаних між собою частин та публікується повністю лише 1842 року у видавництві «Furne».
Романтичних формул у романі чимало. У традиціях літератури так званого шаленого романтизму змальовано, наприклад, історію згубного кохання Елени д'Еглемон до пірата, вбивці барона де Моні. Образ цього героя схожий на тип героїчного злочинця, який склався ще в «готичних романах», а потім проник у романтичну літературу. Звичайно, це носій бунтарських поривань, вигнанець, скривджений жорстоким суспільством. Образ пірата, до речі, зустрічався і в ранніх творах Бальзака («Арденнський вікарій», «Пірат Аргоу, або Аннета і злочинець»). Великий інтерес до могутніх пристрастей та яскравих почуттів є типовим і для роману «Тридцятирічна жінка».

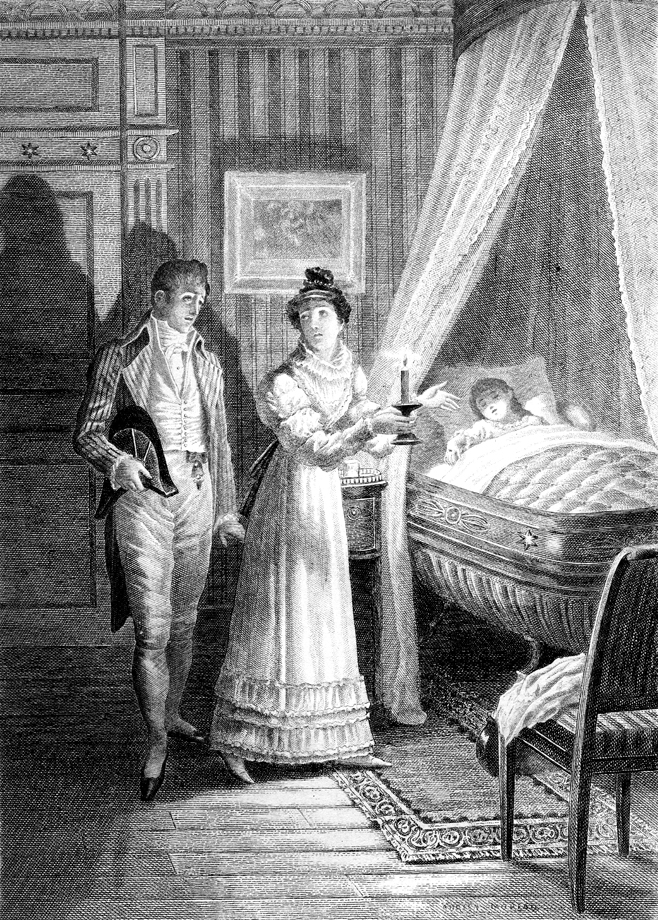
У кімнаті Джулі.

## Структура
Роман складається з окремих оповідань, які були створені Бальзаком у 1831—1834 рр.: «Побачення», «Тридцятирічна жінка», «Покута» та інші. Деякі з них уже виходили друком у паризьких журналах або були включені до другого і третього видань «Сцен приватного життя».
У 4-му томі третього видання «Сцен приватного життя» (1834—1835) ці оповідання було вперше об'єднано під спільною назвою: «Та сама історія». Працюючи над створенням роману «Тридцятирічна жінка», Бальзак дещо змінив їхні тексти, уніфікував імена персонажів, замінив час дії в окремих фрагментах твору, поділив роман на шість розділів тощо.
Роман складається з шести частин:
1. «Перші помилки» (фр. Premières fautes);
2. «Нечувані страждання» (фр. Souffrances inconnues);
3. «У тридцять років» (фр. À trente ans);
4. «Перст Божий» (фр. Le Doigt de Dieu);
5. «Дві зустрічі» (фр. Les Deux Rencontres);
6. «Старість винуватої матері» (фр. La Vieillesse d'une mère coupable).

## Українські переклади
- «Тридцятирічна жінка» / Оноре де Бальзак ; переклад з французької Віктора Шовкуна. — Київ : Дніпро, 1989. — 815 с. — (Твори : у 10 т. ; т. 2). 
- «Тридцятилітня жінка» / Оноре де-Бальзак ; переклад з французької В. Підмогильного. — Харків : Література і мистецтво, 1934.